# Кудрин, Александр Николаевич (тренер)
Александр Николаевич Кудрин (4 декабря 1911, Иркутск — 9 мая 1973, Ленинград) — советский боксёр, мастер спорта СССР (1940), заслуженный тренер СССР (1957).

## Биография
Родился 4 декабря 1911 года в Иркутске.
В 1938 году окончил Институт физической культуры имени П. Ф. Лесгафта. Занял второе место на первенстве Ленинграда по боксу, лишь в финале уступив чемпиону СССР Константину Рыкунову.
В 1938 году занял первое место на VII личном первенстве СССР.
В 1938—1940 годах преподавал в Белорусском институте физкультуры, сочетал тренерскую работу со спортивными выступлениями, дважды завоёвывал звание чемпиона Белоруссии.
Участник Великой Отечественной войны. Награждён орденом Красной Звезды (1946).
С 1946 года преподаватель бокса в ГДОИФК им. П. Ф. Лесгафта.
В 1947 году был назначен старшим тренером сборной команды Ленинграда.
В течение 10 лет с 1947 тренер олимпийской сборной СССР.
В 1956 году сборная команда Ленинграда стала победительницей I Спартакиады народов СССР, а его ученик Геннадий Шатков — Олимпийским чемпионом.
Подготовил двукратного чемпиона СССР Германа Лободина.
Умер от гипертонической болезни.
Похоронен на Богословском кладбище Санкт-Петербурга.

## Память
- 36-е первенство по боксу среди студентов ВУЗов было посвящено памяти Александра Кудрина[2].
- Кафедра теории и методики бокса им. ЗТ СССР А. Н. Кудрина Национального государственного университета физической культуры, спорта и здоровья имени П. Ф. Лесгафта